# Attaque de la prison de Badouch
Notes
Entre 140 et 150 détenus sont libérés par l'État islamique en Irak ; environ 70 s'évadent réellement, parmi lesquels 42 seront rapidement repris.
Guerre d'Irak
L'attaque de la prison de Badouch est une opération armée menée le 6 mars 2007 par des combattants affiliés à l'État islamique en Irak contre le centre correctionnel de Badouch, situé à 15 km au nord-ouest de Mossoul, dans la province de Ninive, en Irak. L'assaut aboutit à l'évasion de 140 à 150 détenus, notamment des prisonniers arabes membres de l'EII. 

## Contexte
La prison de Badouch est inaugurée en 1986 après un chantier lancé en 1979. Elle occupe plusieurs dizaines d'hectares au sud de Badouch et constitue alors le deuxième plus grand établissement pénitentiaire d'Irak après celui d'Abou Ghraïb, près de Bagdad. Entourée d’un mur de plus de quatre mètres surmonté de barbelés, elle dispose de quartiers distincts pour les condamnations légères, les peines lourdes et la réinsertion.
Malgré ses dispositifs de sécurité, plusieurs incidents surviennent dans les mois qui précèdent l'attaquent. Le 9 décembre 2006, Ayman Sabawi (en), demi-neveu de Saddam Hussein, condamné à six ans de prison, s'évade avec la complicité d'un gardien. Quelques semaines plus tard, durant l'Aïd al-Adha, des détenus déclenchent une émeute (en) en tentant de s'évader en se mêlant aux visiteurs et en incendiant une salle du réfectoire. Ces événements conduisent à des sanctions disciplinaires, à des transferts de prisonniers et au renforcement des mesures de sécurité, sans pour autant dissuader de nouvelles tentatives.

### Préparatifs de l'attaque
Selon deux rapports de renseignement de la police provinciale de Ninive, transmis en février 2007, l'émir de l'État islamique en Irak, « Abou Omar al-Baghdadi [...] est entré à Mossoul avec 300 combattants dans le but d'attaquer et de prendre le contrôle de la prison de Badouch pour libérer certains détenus » en utilisant « des grenades et des gaz toxiques » au cours d'une « opération [...] planifiée avec minutie ». Des responsables locaux, dont Hicham al-Hamdani, chef du comité de sécurité du conseil provincial de Ninive, affirment avoir alerté à plusieurs reprises les autorités, sans qu'aucune mesure décisive ne soit prise.

## L'attaque du 6 mars 2007
L'opération commence à 17 h 15 par l'explosion d'une voiture piégée dans le quartier mossouliote de Yarmouk, visant un poste de l'armée irakienne (en) et causant la mort de quatre personnes (dont un militaire) et la blessure de dix-huit autres (dont un autre militaire). Des engins explosifs improvisés sont également placés sur les routes menant à Badouch afin de ralentir les renforts, tandis que l'électricité est coupée dans la zone.
Une colonne d'au moins 18 véhicules Opel, deux pick-up armés et un camion Scania équipé de mitrailleuses lourdes converge ensuite vers la prison. Les assaillants attaquent les miradors, capturent cinq gardiens et menacent de les exécuter pour forcer l'ouverture de la porte principale. À l'intérieur, ils se dirigent vers les quartiers de détention, identifient les prisonniers arabes et libèrent 44 détenus, dont des Libyens, Syriens, Jordaniens, Saoudiens et au moins quatre Irakiens liés à Al-Qaïda, parmi lesquels le porte-parole Abou Maïssara al-Iraqi. Un autre évadé notable est le Français Peter Cherif, proche des frères Kouachi, les futurs auteurs de la tuerie de Charlie Hebdo en janvier 2015. Le nombre total d'évadés est estimé à environ 140 personnes, mais près de la moitié choisit de rester en prison, car leur date de sortie est proche.

## Suites
Dans les jours qui suivent, les forces de sécurité irakiennes (en) annoncent l'arrestation de 42 fugitifs près de la frontière syro-irakienne. Le Premier ministre irakien, Nouri al-Maliki, l'arrestation et l'interrogatoire de l'ensemble du personnel de la prison de Badouch, y compris le directeur (en), afin d'évaluer d'éventuelles complicités. Une gestion conjointe armée-police est mise en place pour renforcer la sécurité du site.
Le général Wathiq al-Hamdani, chef de la police provinciale de Ninive, dément les rumeurs selon lesquelles des proches de l'ancien dictateur irakien Saddam Hussein auraient compté parmi les évadés.